# طلال خضير الزوبعي
طلال خضير عباس كعيد الزوبعي هو سياسي عراقي من مواليد عام 1969 حاصل على شهادة البكالوريوس في الإعلام. شغل منصب عضو في مجلس النواب العراقي عن محافظة بغداد في دورته الثانية ضمن القائمة العراقية الوطنية (2010-2014)، والثالثة ضمن إئتلاف متحدون للإصلاح (2014-2018) ترأس لجنة النزاهة في مجلس النواب، والرابعة ضمن تحالف القرار العراقي (2018-2022). وعضو مجلس النواب للدورة التشريعية في تشرين سنة 2021 ضمن تحالف عزم العراق/ عزم في بغداد- الكرخ 13.

## اتهامات بالفساد
في 20 أغسطس/آب 2019 رفع البرلمان العراقي الحصانة عن النائب على خلفية عدة شكاوى وتهم فساد بحقه. ثم اصدرت محكمة تحقيق الكرخ المختصة بقضايا النزاهة أصدرت أمر قبض بحق النائب طلال الزوبعي مع منع سفر وحجز أمواله المنقولة وغير المنقولة. أمر القبض صدر استنادا إلى أحكام المادة 308 من قانون العقوبات.